# Okręg Saverne
Okręg Saverne (fr. Arrondissement de Saverne) – okręg we wschodniej Francji. Populacja wynosi 88 300.

## Podział administracyjny
W skład okręgu wchodzą następujące kantony:
- Bouxwiller,
- Drulingen,
- Marmoutier,
- Petite-Pierre,
- Sarre-Union,
- Saverne.